# El factor alternativo (Star Trek: La serie original)
"El factor alternativo" es el episodio número 27 en ser transmitido y el número 20 en ser producido de la primera temporada de Star Trek: La serie original. Fue transmitido por primera vez el 30 de marzo de 1967, y fue escrito por Don Ingalls y dirigido por Gerd Oswald.
En la versión Bluray publicada el 28 de abril de 2009 por la Paramount, ASIN: B001TH16DS, el título de este episodio en el audio en español es dado como Factor Desconocido.
En este episodio la tripulación del Enterprise encuentra a un loco "saltador de realidades". Este es el primer episodio de Star Trek en tratar el tema de los universos paralelos.

## Trama
En la fecha estelar 3087.6, la nave estelar USS Enterprise, bajo el mando del capitán James T. Kirk, completa una asignación de mapeo de un planeta deshabitado, localizado cerca de la Base Estelar 200. Cuando la tripulación se prepara a partir, el Enterprise es sacudido por un pulso de energía desconocido. El sr. Spock le informa a Kirk que la atracción gravitacional del planeta fluctuó a cero y describe que el espacio que lo rodea pareció momentáneamente "pestañear" fuera de la realidad.
Los sensores localizan una presencia humana en la superficie del planeta, justo donde antes no había nadie. Spock y Kirk, junto con un equipo de seguridad de cuatro hombres, se transportan al planeta para investigar y encuentran una pequeña nave monoplaza. Un desaliñado y barbado hombre aparece, víctima aparente de alguna violenta lucha. Balbucea acerca de tener que detener a alguien antes de que sea demasiado tarde. Luego se tambalea como si hubiera sido herido y accidentalmente cae desde un acantilado. El hombre sobrevive a la caída, pero queda herido y Kirk ordena transportarlo al Enterprise para ser atendido.
De regreso a la nave, la operadora de la sala de motores, la teniente Masters, informa al capitán Kirk que fuera lo que fuera la perturbación, drenó los cristales de dilitio del núcleo warp, y que el Enterprise tiene aproximadamente 10 horas de energía antes de la que nave comience a caer de órbita. Al mismo tiempo se recibe un mensaje desde la Flota Estelar que informa que cada cuadrante de la Vía Láctea, e incluso más allá, ha sido sometido a los mismos efectos de parpadeo y la siguiente disrupción electrónica que el Enterprise. La flota estelar teme que la disrupción de todo su equipo puede ser el preludio de una invasión de alguna clase y ha ordenado a todas las naves dentro de 100 parsecs —excepto el Enterprise— dejar el área. A Kirk se le ordena encontrar la causa de la perturbación.
El dr. McCoy le notifica a Kirk que el hombre ha recuperado la conciencia y Kirk va a interrogarlo. Se entera de que el hombre, quien se llama a sí mismo Lázaro, es un cruzado fanático, persiguiendo a un "monstruo" que destruyó por completo a su civilización. Él describe a su némesis como una bestia asesina, la anti-vida, que existe sólo para destruir. Periódicamente, Lázaro se desvanece de la existencia y vuelve a reaparecer, y en dichos momentos entre existencia y no existencia, se encuentra y combate a su adversario en una especie de corredor transdimensional. Cada vez que hace eso, otro parpadeo de energía ocurre causando ondas que viajan a través del universo. Es obvio que Lázaro y las ondas de choque están relacionadas.
El Dr. McCoy se da cuenta de que una herida en la cabeza de Lázaro ha desaparecido desde la última vez que lo examinó. Al confrontarlo más tarde, Kirk y McCoy encuentran que la herida ha vuelto a aparecer. Kirk le dice a McCoy que se está imaginando cosas.
Kirk lleva a Lázaro al puente justo cuando Spock informa de un sorprendente descubrimiento en el planeta: una "rotura" en el espacio y en el tiempo se ha formado cerca de donde Lázaro fue encontrado. La rasgadura aparece como un brillante parpadeo de luz en la superficie del planeta. Lázaro insiste en que su enemigo está tratando de destruir el universo y que él está causando el fenómeno. Trata de que Kirk le ayude y le exige que le dé algunos cristales de dilitio para que así pueda arreglar su nave y poder seguir combatiendo a su enemigo. Kirk rehúsa, pero Lázaro no es disuadido y planea robar algo del dilitio desde los motores de la nave.
Cuando lo hace, Kirk lleva a Lázaro a la sala de reuniones para interrogarlo. Lázaro niega haberlo hecho, diciendo que su enemigo debe haberlo robado. Cansado de las mentiras y dobles cruces de Lázaro, Kirk lo hace escoltar de regreso a la enfermería.
Kirk se transporta de regreso al planeta con Lázaro y un equipo de seguridad para buscar a este "oculto" enemigo. Nuevamente, Lázaro tiene otro episodio transdimensional durante el cual este se resbala y cae nuevamente. Lázaro es retornado a la enfermería a donde Kirk lo sigue para exigir la verdad.
A regañadientes, Lázaro le explica que es un viajero temporal y que el planeta en torno al cual están orbitando fue una vez su mundo. Su "nave espacial" de hecho es una nave del tiempo dimensional. Denuncia que su contraparte enemiga destruyó su civilización en el pasado y él la ha perseguido durante siglos. Exige la ayuda de Kirk, pero Kirk todavía no quiere ser envuelto en este problema.
Spock concluye que el enemigo de Lázaro es él mismo, un "anti-Lázaro", posiblemente de una dimensión "antimateria" paralela y que de hecho pueden haber estado tratando con dos de ellos. Si Lázaro y su anti-ser logran entrar en contacto uno con el otro dentro de cualquiera de los dos universos, se destruirán mutuamente, y aniquilarán ambos universos. Spock también explica que un "universo anti-materia" es sólo una teoría y que nadie ha encontrado una prueba de su existencia. Ahora, sin embargo, parece tener tal prueba.
Sin embargo, Lázaro está preparado para continuar su misión. Huyendo de la enfermería, crea una distracción en ingeniería para robar los cristales de dilitio que necesita. Con los cristales robados se transporta a la superficie del planeta para reparar su nave. Kirk lo sigue, pero Lázaro activa su máquina temporal justo cuando Kirk trata de detenerlo. Pasando a través del portal, Kirk es accidentalmente teleportado a otra anti-dimensión donde se encuentra con el anti-Lázaro.
Este Lázaro, sin embargo, parece sano, no el monstruo asesino que el otro Lázaro describe. El anti-Lázaro explica la situación. Admite que robó los cristales la primera vez, ya que los necesitaba para abrir el enlace dimensional. Informa a Kirk que su gente cree que dos universos existen, y ellos trataron de probarlo, pero fallaron causando su propia destrucción. Sin embargo Lázaro encontró el camino entre los dos universos, pero al mismo tiempo confirma la hipótesis del sr. Spock acerca de que romper las barreras entre los universos de materia y anti-materia puede provocar el fin de todo.
Indica que sólo una versión de Lázaro puede existir en un universo a un mismo tiempo y que el otro se volvió loco de furia al saber que existía un doble de él, tanto que para acabar con su doble no le importa si él se destruye a sí mismo y al resto del universo en el proceso. Si no es detenido, sus constantes encuentros destruirán a ambos universos. El anti-Lázaro le cuenta a Kirk que el "corredor transdimensional" — la nave de Lázaro — que los conecta deber ser cortado. Kirk debe enviar al Lázaro loco de regreso al corredor y cerrar el portal para siempre.
Kirk regresa a su universo y confronta al Lázaro loco, lo domina y lo empuja en su portal dimensional, donde se desvanece. Kirk regresa al Enterprise, donde rápidamente ordena que los fáser del "Enterprise" sean disparados contra la nave de Lázaro. Los dos Lázaro se encuentran una vez más a combatir justo cuando los fáser vaporizan a la nave. Quedan atrapados en medio de los dos universos, aparentemente condenados a combatir el uno al otro por toda la eternidad. Meditando acerca de esta existencia llevan a Kirk a murmurar "¿Pero qué de Lázaro? ¿Qué de Lázaro?"

## Remasterización del aniversario de los 40 años
Este episodio fue remasterizado en el año 2006 y transmitido por primera vez el 1 de diciembre de 2007 como parte de la remasterización de la Serie Original. Fue precedido dos semanas antes por la versión remasterizada de "Los años de la muerte" y seguido una semana más tarde por la versión remasterizada de "El retorno de los arcontes". Además del audio y video remasterizado, y todas las animaciones de la USS Enterprise realizadas por CGI que es el estándar de todas las revisiones, los cambios específicos para este episodio son:
- El planeta sin explorar recibió una apariencia más realista. Ahora aparece con un superficie desolada rojiza y pequeños lagos se muestran en el hemisferio norte.
- Se hizo un nuevo ángulo del Enterprise disparando los fáser para destruir a la nave temporal de Lázaro. El rayo, cuando impacta a la nave, ha sido limpiado y se le dio un efecto estroboscópico.

## Producción
El actor John Drew Barrymore originalmente estaba seleccionado para interpretar a Lázaro, pero en la mañana de la filmación no se le pudo encontrar. El personaje fue rápidamente asignado a otro actor, Robert Brown. Los productores levantaron una queja con el Gremio de Actores de Cine, que como resultado suspendió la membrecía de Barrymore por seis meses, impidiéndole trabajar como actor durante ese tiempo.